# 密閉型
密閉型（みっぺいがた）は、スピーカーもしくはヘッドフォンの一形式（エンクロージャーの一形式）である。アコースティック・エアー・サスペンション型とも呼ばれる。
密閉型ヘッドフォンについては、ヘッドフォン#技術上の分類を参照。

## 概要
具体的にはスピーカーユニットを開口の無い密閉された箱に取り付けたものである。
スピーカーの振動板が振動するとき、その前面と背面から出た音は逆位相になっている。このため、もし振動板の背面から出た音が前面に回り込むと、打ち消し合ってしまって音は聞こえない。音が回り込む回折効果は低音になるほど大きいので、低音を発音するためには、振動板の背面から出る音を何らかの方法で遮断する必要がある。
これを単純な方法で解決したものが密閉型であり、スピーカーユニットの後方を箱で覆い密閉し、振動板の背面から出る音を封止する構造になっている。また、スピーカーユニットの背面から放射された中高域の反射音や定常波を防ぐ目的で、これらを吸収減衰させる吸音材が適量充填されるのが一般的である。
このとき、密閉された箱の内部の空気をばね、スピーカーの振動板を重しとすれば、これはばね振り子になるから、最低共振周波数{\displaystyle f_{0}}で調和振動するようになる。しかしこの調和振動は、スピーカーユニットのエッジおよびダンパーなどの屈曲抵抗や、ボイスコイルの電磁制動によって減衰するため、{\displaystyle f_{0}}より少し高い周波数からなだらかに出力音圧が落ちるのが普通であり（バスレフ型やバックロードホーン型はチューニング周波数ないしカットオフ周波数以下の低音の音圧は急激に低下する）、これが他の方式に対しての密閉型の特徴となる。またバスレフ型やバックロードホーン型の低音増強効果に比べれば、密閉型の調和振動による低音増強効果は小さいものとなる。

## 特徴
上記の通り、低音増強効果は小さい反面、低音がだらだらと下降しながら伸び、急激に減衰しないのが特徴である。よって密閉型を採用したスピーカーシステムでは、この特徴を生かしたものとなる。
一般的によく見られるのは、ブックシェルフ型と呼ばれる中・小型の密閉型スピーカーである。これは、吸音材を多目に充填したエンクロージャーに、やや重い振動板のスピーカーを取り付けるのである。振動板の慣性質量によって中高音の能率を意図して低下させる事で、低音域まで同等の音圧で再生するのである。また、イコライザーを介して電気的に中高音の音圧を抑え、低音を増強させ、高音から低音までフラットな音圧を実現する場合や、マルチウェイスピーカーシステムの場合は高音域スピーカーユニットの能率を下げることも施される。
このようなスピーカは、昔の真空管式アンプの時代には（音量が小さすぎて）実用にならなかったであろうが、現代のアンプのように大きな出力が簡単に出せる時代には、低域まで十分な音量で音楽を聞くことができる。バックロードホーン型とは対照的な設計である。ただし、口径が小さいスピーカーで重低音まで低歪みで再生させるためには、エッジ、ダンパー、磁気回路などの非線形性を極力排除した設計が必要である。
一方で短所としては、微小な信号が抑えられ「詰まった音がする」事だと言われる。これには複数の理由がある。
1.空気バネの効果によって、振動板の自由な動きが妨げられ、微小な信号が抑えられる。
2.重い振動板のユニットを用いるため、微小信号の再生能力に欠ける。
3.イコライザーを介するため、微小な信号が削られてしまう。
ただし1.については、軽い振動板と磁気回路が弱いスピーカーユニットを用いた場合に、特に顕著に見られる傾向であり、そもそも、そういうスピーカーユニットは密閉型にはあまり用いないのである（裏返して言えば、密閉型でよく利用される重い振動板のスピーカーユニットにおいては影響が小さい）。また、背圧の効果が問題になるのは、振動板の振動のストロークが大きい場合、つまり低音再生の場合について言える事である。従って中高音については背圧の影響はあまり関係が無いため、マルチウエイスピーカーにおいてエンクロージャー内部で各スピーカーユニットを独立させる場合においては、ツイーターやスコーカーなどについては密閉型とする場合が多い。さらには、密閉型が背圧の影響が大きいといっても、それは内容積が小さな場合である。内容積が大きな密閉型スピーカーと、小型の（かつダクトの断面積も小さい）バスレフ型スピーカーを比較すれば、背圧の影響の大小は逆転する場合もある。このためオーディオマニアの中には、スピーカーユニットを部屋の壁面に埋め込む事で、隣の部屋を実質的に密閉型スピーカーのエンクロージャーとし大きな内容積を確保した例もある。もっとも、内容積を大きく取ると空気バネ共振による低音増強の効果は弱まるので、一長一短である。
2と3の欠点については、小型のキャビネットで低音までフラットに再生する、密閉型の長所の裏返しであり、単純に欠点として切り捨てられるものではない。また2の欠点については、信号そのものを大きくする、つまり大音量で鳴らす事である程度の解決ができる。そのため密閉型スピーカーを好むオーディオマニアには、大音量再生を好む例が多い。
なお、オーディオマニアの一部においては、バスレフ型やバックロードホーンのような共鳴を利用する方式の低音は質が落ちるとして、振動板からの再生音のみを聴く事になる密閉型の低音のほうが優れているという意見もある。オーディオ評論家の高島誠による主張が特に有名である（『超低音のステレオ術―驚異のサウンド変身法70』ロングセラーズ　1979年04刊)。